# Alejandro Rodríguez de Miguel
Alejandro Rodríguez de Miguel (* 30. Juli 1991 in Terrassa) ist ein spanischer Fußballspieler.

## Karriere
Rodríguez gab sein Profidebüt in der Serie A-Saison 2010/11 für die AC Cesena, als er am 7. November 2010 im Spiel gegen Juventus Turin eingewechselt wurde. Um Spielpraxis zu sammeln, wurde er im folgenden Jahr an die AC Pavia verliehen, für die er in 18 Partien drei Treffer erzielte. Nachdem Cesena in der Spielzeit 2011/12 aus der Serie A abgestiegen war, konnte sich Rodríguez in der Saison 2012/13 noch nicht durchsetzen. In der folgenden Saison, in der er regelmäßig zum Einsatz kam, stieg die AC Cesena in die Serie A auf, nachdem man sich in den Play-Offs durchgesetzt hatte. In seinem zweiten Erstligaspiel, dem ersten der Spielzeit 2014/15, erzielte er beim 1:0-Sieg über den FC Parma sein erstes Tor. Nachdem Cesena abgestiegen war, wechselte Rodríguez leihweise zu Sampdoria Genua, wo er in der Spielzeit 2015/16 jedoch zu lediglich sechs Einsätzen kam. So spielte er in der Saison 2016/17 wieder für Cesena in der Serie B. Im Sommer 2017 wechselte Rodrígeuz zu Chievo Verona, wurde jedoch am 31. August 2017 an die US Salernitana verliehen. Im Januar 2018 wurde die Leihe beendet und Rodríguez an den FC Empoli verliehen. Anschließend ging es leihweise weiter zu Brescia Calcio und Virtus Entella. Seit Anfang 2022 steht er nun bei Lucchese 1905 in der Serie C unter Vertrag.

## Erfolge
- Aufstieg in die Serie A: 2014, 2018, 2019